# 맨발의 청춘 77
맨발의 청춘 77은 1979년 공개된 대한민국의 영화이다.

## 배역
- 이덕화
- 임예진
- 손창호
- 남궁원
- 고은아